# Congregación del Santísimo Redentor
La Congregación del Santísimo Redentor (C.Ss.R.), en latín: Congregatio Sanctissimi Redemptoris, más conocidos como Redentoristas, es un instituto de vida consagrada, una comunidad religiosa masculina de derecho pontificio y exenta, fundada el 9 de noviembre de 1732 por san Alfonso María de Ligorio en Scala, cerca de Nápoles (Italia), con el propósito de trabajar entre los campesinos desatendidos alrededor de Nápoles. Se dedica a la obra misionera y se encuentran en más de 80 países. La congregación, aprobada por la Santa Sede en 1749,[cita requerida] incluye sacerdotes y hermanos consagrados.
Los redentoristas están dedicados especialmente a Nuestra Señora del Perpetuo Socorro y fueron designados por el papa Pío IX en 1865 como custodios y misioneros de esa advocación, que se encuentra en la iglesia de San Alfonso del Esquilino en Roma. Muchas iglesias redentoristas están dedicadas a esta advocación. No obstante, la patrona de la Congregación es la Sagrada Virgen María bajo la advocación de la «Inmaculada Concepción», de la cual san Alfonso fue un fuerte propagador incluso antes de que el dogma mariano de la Inmaculada Concepción fuera promulgado oficialmente.
Alfonso de Ligorio, compadecido de los más pobres y abandonados de su tiempo, especialmente de los campesinos de la zona rural y montañosa del sur de Nápoles, decide reunir una comunidad consagrada a la tarea misionera. Él comprende que la evangelización de esa gente, particularmente de cabreros y pastores, es su vocación en la Iglesia. Fundó la Congregación del Santísimo Redentor, con la finalidad de anunciarles el Evangelio que libera, promociona y dignifica la vida: «Me envió a anunciar la Buena Nueva a los pobres» (Lucas 4,18).[cita requerida]
La Congregación fundada por san Alfonso María usa las siglas CSsR, que son las iniciales de su nombre en latín: Congregatio Sanctissimi Redemptoris.
Según el Anuario Pontificio 2017, la congregación contó en 2016 con 3903 sacerdotes religiosos, 5101 religiosos varones, y 710 parroquias.  Tiene presencia en 80 países.

## Historia

### Antecedentes (1730-1732)
Luego de una fuerte epidemia en Nápoles, y de una seguidilla de misiones con la Sociedad de las Misiones Apostólicas, Alfonso María de Ligorio sufre graves problemas de salud: abscesos pulmonares, úlceras y otras lo que hace temer por su vida. Lo convencen entonces de tomarse un tiempo para recuperarse, junto con un grupo de sacerdotes de las Capillas Vespertinas: José Panza, Juan Mazzini, Vicente Mannarini, José Jorio y José Pórpora, en mayo de 1730. Luego de un viaje por mar llegan a Amalfi, y ahí hablan con el vicario de la diócesis de Scala, don Mateo Ángel Críscuolo, de paso por allí. Los invita a ir a Santa María dei Monti, arriba de Scala, a una ermita, dónde podrían ayudar a los cabreros abandonados y les da todas las facultades.[cita requerida]
Al llegar, dejan en la Capilla el Santísimo Sacramento y al poco tiempo se ven rodeados de los pastores y cabreros del lugar. Se dedicaron a confesar y catequizar, se acercó mucha gente y las vacaciones se terminaron convirtiendo en una misión continua.[cita requerida]
El 11 de junio de 1730 Alfonso predica en la catedral de Scala para la fiesta de Corpus, fascinando a la gente. El obispo le pide que vaya hasta las Visitandinas del Conservatorio de la Concepción, a doscientos metros de allí, ya que las monjas le habían pedido una conferencia. Allí vivía una religiosa visionaria, excarmelita, llamada Maria Celeste Crostarosa, que el P. Falcoia había mandado allí con dos de sus hermanas. Esta religiosa afirmaba haber tenido una revelación sobre la fundación de un nuevo instituto. Por entonces Alfonso no la fue a ver, ya que el P. Pagano le había prohibido mezclarse en esos asuntos. Sin embargo, promete volver en septiembre. Luego sube nuevamente a Sta María dei Monti y el 19 ya está nuevamente en Nápoles. Pasa julio y agosto en Nápoles, con sus ocupaciones habituales (40 horas, Capillas del Atardecer, la iglesia de los Chinos). No podía dejar de recordar a los campesinos de Sta María dei Monti y rogaba a Dios que mandara alguien que los atendiera.[cita requerida]
Vuelve en septiembre a Scala para la novena del Cristo en la Catedral y los ejercicios espirituales para las monjas. María Celeste, según cuenta el biógrafo Tannoia, tiene una nueva visión en octubre de 1731, dónde ve una nueva congregación de sacerdotes empeñada en socorrer a las almas abandonadas en aldeas y caseríos y, entre ellos, a Alfonso que los conducía. Celeste le cuenta todo a Alfonso, que queda perplejo, ya que la inquietud ya estaba en su corazón. Sin embargo, despreció la visión y trataba a la monja como loca y fanática. Sin embargo, la monja no se rendía. Mazzini se puso de parte de la monja. Alfonso consulta a monseñor Santoro (en esto se equivoca Tannoia, ya que este no es todavía el obispo de Scala) y monseñor Falcoia (recientemente elegido obispo de Castellamare), que luego de examinar el tema dicen que las visiones son fiables. Sin embargo, Alfonso prefiere ceñirse al consejo de su director espiritual, el padre Pagano.[cita requerida]
Otra versión sobre el tema es la que aparece en las actas del proceso de canonización de Alfonso Tomamos también (además de Tannoia) los testimonios de Juan Mazzini, Domingo Corsano, Gaspar Caione, Andrés Villani y Celeste Crostarosa. entre otros muchos testigos. Caione, testigo especial por su competencia como doctor en derecho e historiador, cuenta lo que escuchó directamente de Alfonso. Dice que en sus «vacaciones» en Santa María dei Monti fue cuando decidió dedicarse a la atención de la gente pobre y abandonada del campo y así lo comunicó a los otros compañeros. Bajó a Nápoles con esa resolución para consultar con su director, el padre Pagano, y otras personas reconocidas por su santidad y doctrina. Apenas menciona a María Celeste, en otro testimonio.[cita requerida]
Villani, que ocupó varios cargos en la congregación y lo reemplazó como rector mayor, dice que recibe la inspiración para fundar en su viaje a Sta María, en Nápoles recibe el consejo favorable de sacerdotes y obispos de probado discernimiento, y decide la fundación. Villani tampoco habla de María Celeste. El P. Domingo Corsano menciona a María Celeste en su segunda declaración, sin hablar de visiones pero si hablando de la influencia que tuvo sobre Alfonso para la fundación.[cita requerida]
María Celeste Crostarosa (1696-1755; bautizada con el nombre de Julia) cuenta en su Autobiografía que entró en el Carmelo de Marigliano en 1718 y que la siguieron dos de sus hermanas. El Carmelo tuvo que cerrar en 1723 y el P. Tomás Falcoia la envía junto con sus hermanas a las Visitandinas de Scala. Habla de sus primeras visiones en abril de 1729, primero de la fundación del instituto y luego de las reglas, basadas en la imitación de Cristo (vida y virtudes), incluso en su hábito. Ante la oposición de la Superiora y de los Píos Operarios (la Congregación de Falcoia), deciden mandar de árbitro a Alfonso en septiembre de 1730, quien primero se manifiesta escéptico y luego se pone a favor de la nueva fundación. Luego de consultar al obispo, da comienzo el nuevo instituto el día de Pentecostés de 1731 (históricamente, el Instituto empezó el 13 de mayo de 1731). Falcoia le quita las reglas y constituciones a Celeste, que las vuelve a escribir íntegramente. Celeste habla de las primeras visiones acerca del nuevo instituto masculino el 2 y 3 de octubre de 1731(fiesta de San Francisco), con la misión de ir y predicar el Evangelio, con el mismo estilo de vida de Cristo y el mismo hábito de la congregación femenina, en la pobreza apostólica y con distintas disposiciones sobre el manejo de los bienes, los viajes. Además, habría un grupo en cada comunidad solamente dedicado a la vida eremítica y contemplativa, que irían a las misiones cuando lo desearan (Alfonso nunca va a consentir esto último).[cita requerida]
María Celeste adjudica a monseñor Falcoia la inspiración principal en la fundación del Instituto, y dice que cuando le comunicó a Alfonso su revelación Alfonso se alegró mucho. Por el contrario, el P. Juan Mazzini, muy amigo de Alfonso y testigo de esos acontecimientos, dice que el diálogo con María Celeste provocó mucha tristeza en San Alfonso y turbación, ya que esto suponía un cambio muy grande.[cita requerida]

### Fundación de la congregación (1732)
El encuentro de Alfonso con los pastores de Santa María dei Monti, en un abandono mayor que la gente que él servía en los bajos fondos de Nápoles, marca un punto sin retorno en su vida, pasando a un segundo plano sus proyectos de ir a China y su trabajo en las Capillas del Atardecer y las Misiones Apostólicas.[cita requerida]
Esta inquietud lo hace orar y reflexionar, pidiendo oración a mucha gente. También a las hermanas del monasterio de Scala, a quien predica los ejercicios espirituales. Dos semanas después de los ejercicios suceden las visiones de María Celeste.[cita requerida]
La idea misionera en Celeste no surge de una experiencia de vida, ni los abandonados figuran en su inspiración. Lo suyo surge de fuentes literarias, especialmente de los orígenes franciscanos y se refiere a una espiritualidad a ser vivida por una comunidad.[cita requerida]
En cambio, la preocupación inicial de San Alfonso no es una idea sino la intención de formar un grupo misionero. No quiere imponer o elaborar una espiritualidad, eso surgirá después de la vida y la misión de la comunidad. Lo que le importa es reunir una comunidad para servir a los más abandonados. Los dos que aparecen afectados al protagonismo son Crostarosa y Falcoia. Alfonso permanece, por ahora, aparte. Sólo más adelante, cuando sea necesario, hará valer su papel como jefe y portador de la experiencia fundadora del grupo.[cita requerida]
Monseñor Falcoia (obispo de Castellammare di Stabia desde octubre de 1730) quería fundar una congregación de misioneros para imitar las virtudes de Jesucristo. El pidió a Alfonso que verificara la veracidad de las revelaciones de María Celeste sobre el nuevo Instituto de monjas. Según César Sportelli, que escribe como novicio de la Congregación en 1733, esto parte de una visión que tuvo a orillas del Tíber en 1710. En 1731 está apurado por iniciar esta Congregación. En cambio, Alfonso necesita pensar los pasos a seguir con serenidad, ya que implica un cambio muy fuerte para él.[cita requerida]
Según los testigos, la inspiración original del Instituto es de Alfonso, y surge en el encuentro con los pastores de Scala y de su experiencia en las Misiones Apostólicas. Alfonso y Celeste son muy amigos. Entre octubre de 1730 y fines de 1732 Celeste escribe 15 cartas a Alfonso. En octubre de 1731 ocurren las revelaciones de Celeste sobre el nuevo instituto de misioneros, y en noviembre Alfonso dialoga con ella y con monseñor Falcoia. Alfonso duda en fundar, Celeste y Falcoia lo presionan.[cita requerida]
Al volver a Nápoles, Alfonso inicia un duro discernimiento, se siente incapaz de algo tan grande. Su director espiritual, padre Pagano, luego de varios días de reflexión, le dice que la obra es de Dios, pero lo manda a consultar a otros (Cutica, vicentino y Manulio, jesuita). Estos coinciden con la opinión de Pagano. Toma entonces la decisión de dejar Nápoles para vivir entre los pobres y abandonados del campo. El Colegio de los Chinos y la sociedad de las Misiones Apostólicas (su director, Torni, y el tío de Alfonso, Gizzio) se le ponen en contra, lo acusan de loco y de seguir “las fantasías de una monja”. Alfonso se defiende: “no me guio por visiones sino por el evangelio”.[cita requerida]
Su tío Gizzio lo manda a consultar a su propio director espiritual, el P. Fiorillo, dominico. Después de algunos días, este aprueba la obra pero le impone silencio respecto de su dictamen, salvo frente a algunos de los ya iniciados en el tema (no quería jugarse, luego le va a prohibir ir a verlo). Esto hace que Torni y Gizzio cambien de opinión y lo apoyen.[cita requerida]
Alfonso cree en las revelaciones de Celeste, pero no se basa en ellas, y sabe que si se difunde esa idea, traería desprecio a su persona y al Instituto por fundarse. En Cuaresma Alfonso misiona en la Capital y en mayo en Caiazzo, donde el obispo le pide una fundación de una casa del nuevo instituto (se hará en 1734). Varios de sus compañeros posibles tenían problemas para incorporarse. Mannarini es expulsado del Colegio de los Chinos y Alfonso también se va, aunque sigue sirviendo en la Iglesia. Fiorillo y Pagano le mandan ponerse bajo la dirección espiritual de Falcoia. Del 16 al 23 de octubre de 1732 predica el retiro al clero de la capital, con buena concurrencia. Del 25 de octubre al 2 de noviembre participa de la misión anual de la Iglesia del Espíritu Santo. Ahí se encuentra con su padre, que al enterarse de su próxima partida lo quiere retener.[cita requerida]
Entre el 2 y 3 de noviembre Alfonso deja Nápoles hacia Scala en un burro, con Sportelli y Juan Mazzini. En Scala lo esperan monseñor Falcoia, Vicente Mannarini, Juan Bautista Di Donato, Silvestre Tósquez y Pedro Romano. Se alojan en la hospedería del monasterio, muy apretados. Del 4 al 9 viven días de profunda preparación espiritual. Los días 6, 7 y 8 se realiza un triduo eucarístico en la Iglesia del monasterio. Ahí ven en la Santa Hostia lo que será el escudo de la C.Ss.R. (Calvario, instrumentos de la Pasión, nubes, luces, etc.), verificado por los 22 testigos.[cita requerida]
El 9 de noviembre, luego de una larga meditación, Alfonso de Liguori, Pedro Romano, Juan Bautista Di Donato, Vicente Mannarini y Silvestre Tósquez cantan la misa del Espíritu Santo, celebrada por monseñor Falcoia, y un Tedeum de Acción de Gracias. Nace la Congregación del Santísimo Salvador (en 1749, del Santísimo Redentor). Ese día se celebra la fiesta de la Dedicación de la Basílica del Santísimo Salvador, llamada San Juan de Letrán por sus dos patronos, San Juan Bautista y San Juan Evangelista. Sportelli volvió enseguida a Nápoles por negocios. Mazzini no puede quedarse, se lo había prohibido su director espiritual. El 18 de noviembre llega Vito Curzio.[cita requerida]

### La Congregación bajo la dirección de Alfonso de Ligorio (1743-1748)
Con misiones y ejercicios espirituales, San Alfonso y sus compañeros, San Gerardo Mayela entre otros, se esforzaron por responder a las necesidades espirituales de los habitantes del campo. Ardía Alfonso en deseos de predicar el evangelio. Con gran firmeza creyó que la Congregación, bajo el manto de la Virgen María, debía colaborar esforzadamente con la Iglesia en la obra de ganar el mundo para Cristo.

### La aprobación de la Regla y su implementación (1749-1779)
El 25 de febrero de 1749, el Papa Benedicto XIV aprueba la Regla de la naciente comunidad.

### Las nuevas Constituciones y la reestructuración de la congregación (1964-actualidad)
Actualmente cuenta con cerca de 5500 miembros que viven y trabajan en más de 78 países.
El superior general de la Congregación es el P. Rogerio Gómes, C.Ss.R.

## Vicaría de San Alfonso en Asunción  - Paraguay
En el mismo año de la llegada de los Padres Redentoristas al Paraguay, 1944, los Padres visitaron el Hospital de Barrio Obrero. En la mañana de Navidad se celebró allí la santa misa, lo que constituyó el primer acontecimiento religioso realizado en el actual territorio de la Vicaría San Alfonso; fue celebrante el R.P. Gerardo Ellinghaus C.Ss.R.
La atención al Hospital de Barrio Obrero era semanal, y la misa, ocasional. En 1946, a insistencia de los pobladores, se solicitó al Ministerio de Educación y Culto el permiso necesario para celebrar la misa en las dependencias de la Escuela Manuel Amarilla, hoy Colegio Nacional Naciones Unidas.
Más adelante, los pobladores de la comunidad invitaron a los padres a visitar el barrio adyacente al Cementerio del Sur, que poseía un terreno baldío, que según algunos debería ser una plaza, y según otros era un terreno para una iglesia. El R.P. José McDevitt C.Ss.R recuerda haber celebrado misa bajo una planta de mango en el Cementerio del Sur.
En septiembre de 1947, los Padres Redentoristas formularon la solicitud de petición del terreno a las autoridades correspondientes.
Al año siguiente, el Ministerio del Interior, por decreto N° 25761, concedió a los Padres Redentoristas el lote N° 169, donde se encuentran hoy el templo dedicado a San Alfonso, la escuela y su respectivo colegio. Ese mismo año se decidió celebrar la misa dominical en el barrio. No se podía pensar en construir ya que la iglesia, la casa de los Padres y la Esc. Bás. N° 1040 Redentorista Priv. Subv. “Nuestra Señora del Perpetuo Socorro” se encontraban en construcción. No obstante, se iniciaron cursos de catequesis.
En el mes de enero de 1950, se inició la primera construcción de la capilla - escuela del Cementerio del Sur , que llevaría el nombre de San Alfonso, en honor al Santo fundador de la Congregación del Santísimo Redentor. Ese mismo año, el vicario general de la arquidiócesis, Mons. Adorno, visitó la obra informando que dicho lugar que daba integrada al actual Santuario Nacional y Parroquia Nstra. Sra. del Perpetuo Socorro . Siempre en 1950, Mons. Aníbal Mena Porta bendijo la nueva construcción, siendo habilitada solemnemente el domingo 6 de agosto, con el triduo predicado por el R.P. Miguel Murphy C.Ss.R .
En octubre de 1952, se amplía la capilla para dar lugar a otras salas de clases. También desde ese año San Alfonso cuenta con un vicariato permanente en la persona del R.P. Pablo Callahan C.Ss.R
El 7 de agosto de 1960, siendo vicario el R.P. José Ashmann C.Ss.R , con la presencia del obispo auxiliar de Asunción, Mons. Aníbal Maricevich, se bendice la nueva iglesia pasando así a la categoría de parroquia. La bendición de la nueva parroquia estuvo a cargo del arzobispo de Asunción Mons. Aníbal Mena Porta y contó con la presencia del R.P. Agustín Murray C.Ss.R, tío del R.P. José Ashmann C.Ss.R , quien había colaborado materialmente en la edificación de la actual parroquia era un 6 de agosto de 1961.
Su actual cura párroco es el R.P. César Báez C.Ss.R y desde el año 1968, la Vicaría está unida a la Parroquia del Santísimo Redentor.

## Santos y beatos redentoristas
El legado del fundador de la Congregación, San Alfonso María de Ligorio y su ideal de alcanzar la santidad por medio de la vida consagrada, abrió una galería de santos en esta congregación:

### Santos
- Alfonso María de Ligorio, fundador de la Congregación del Santísimo Redentor
- Clemente María Hofbauer, redentorista nacido en Moravia, que fundó las primeras comunidades de la Congregación fuera de Italia, junto con su compañero Tadeo Hübl.
- Gerardo Mayela, redentorista italiano, místico y visionario.
- Juan Neumann, redentorista checo, obispo de Filadelfia.

### Beatos
- Genaro María Sarnelli, redentorista italiano.
- Francisco Javier Seelos, redentorista alemán en Estados Unidos.
- Pedro Donders, redentorista holandés en Surinam.
- Gaspar Stangassingger, redentorista alemán.
- Dominik Trcka
- Nicholas Charnetskyj
- Zenon Kovalyk
- Vasil Velychkovskyj
- Ivan Ziatyk
- Pedro Romero
- Victoriano Calvo
- Julián Pozo
- Miguel Goñi
- Ciriaco Olarte
- Javier Gorosterratzu

El 24 de abril de 2021, el papa Francisco reconoció el martirio por odio de la Fe del sacerdote Vicente Nicasio Renuncio Toribio y otros 11 compañeros, cinco sacerdotes y seis laicos. Todos pertenecían a la Congregación del Santísimo Redentor y fueron asesinados durante la guerra civil española en Madrid. Pertenecían a las comunidades redentoristas del Santuario del Perpetuo Socorro y de San Miguel Arcángel, anexa a la Basílica pontificia de San Miguel.
- Vicente Nicasio Renuncio Toribio, pbro.
- Crescencio Severo Ortiz Blanco, pbro.
- Ángel Martínez Miquélez, pbro.
- Bernardo Sáiz Gutiérrez
- Niceto Pérez del Palomar Quincoces
- Gregorio Zugasti Fernández de Esquide
- Aniceto Lizasoain Liizaso
- José María Urruchi Ortiz, pbro.
- José Joaquín Erviti
- Donato Jiménez Bibiano, pbro.
- Antonio Girón González, pbro.
- Rafael Perea Pinedo